# Валперга
Валпѐрга (на италиански и на пиемонтски: Valperga, понякога неправилно използвано название Valperga Canavese, Валперга Канавезе) е малък град и община в Метрополен град Торино, регион Пиемонт, Северна Италия. Разположен е на 385 m надморска височина. Към 1 януари 2020 г. населението на общината е 3026 души, от които 206 са чужди граждани.